# إيزاو أوكي
إيزاو أوكي (باليابانية: 青木功؛ بالكانا: あおき いさお) هو لاعب غولف ياباني، ولد في 31 أغسطس 1942 في آبيكو في اليابان.

## وصلات خارجية
- الموقع الرسمي
- إيزاو أوكي على موقع رابطة لاعبي الغولف المحترفين (الإنجليزية)
- إيزاو أوكي على موقع رابطة أوروبا للاعبي الغولف المحترفين (الإنجليزية)
- إيزاو أوكي على موقع رابطة اليابان للاعبي الغولف المحترفين (الإنجليزية)
- إيزاو أوكي على موقع التصنيف العالمي الرسمي للغولف (الإنجليزية)